# Zbiornik zaporowy

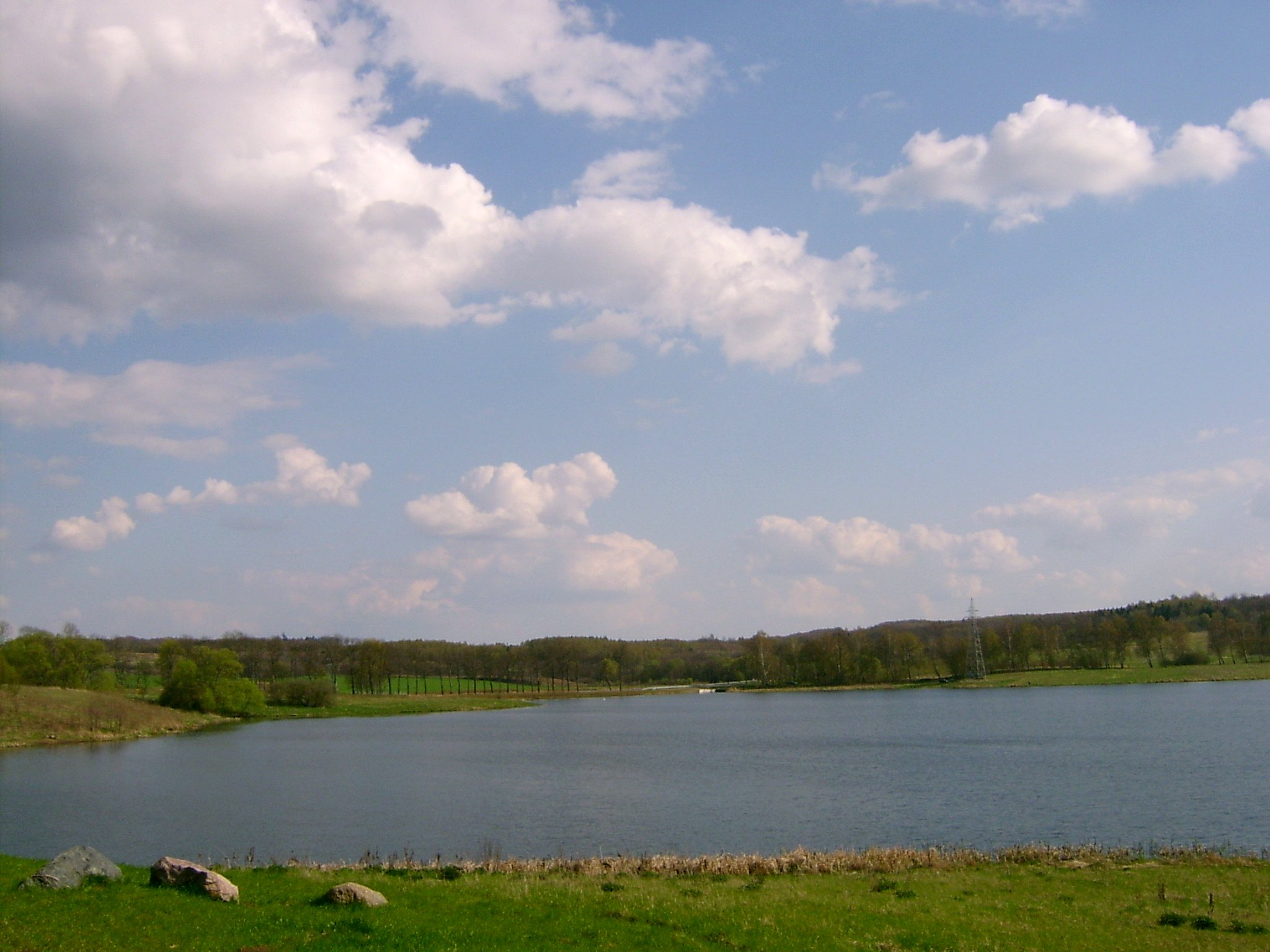
Zbiornik zaporowy w Połczynie Zdroju

Zbiornik zaporowy – rodzaj zbiornika antropogenicznego (nazywany często jeziorem zaporowym), utworzonego przez spiętrzenie wód rzecznych zaporą wybudowaną w miejscu gdzie morfologia doliny sprzyja wzniesieniu takiej budowli piętrzącej. Funkcjonowanie zbiorników zaporowych nawet w okresach posusznych zapewniają precyzyjnie określone funkcje potencjalnej budowli i retencji powierzchniowej oraz wystarczająca ilość wód zasilających. Zasadniczą cechą morfometryczną zbiorników zaporowych jest rozkład głębokości nawiązujący do spadków podłużnych i poprzecznych zatopionej doliny, z minimum przy brzegach sąsiadujących z jej zboczami oraz w strefie cofki i maksimum w części zbiornika przy odwodnej stronie zapory. Są one również zróżnicowane pod względem powierzchni i możliwości retencyjnych w zależności od głębokości wcięcia doliny i rozległości jej dna.